# Usina Hidrelétrica Toca
A Usina Hidrelétrica Toca é uma usina hidrelétrica brasileira.
Localizada no rio Santa Cruz, no município de São Francisco de Paula (RS), entrou em operação em novembro de 1929, mas foi inaugurada oficialmente apenas em 25 de julho de 1930, por Getúlio Vargas, Governador do Estado na época.
É operada pela concessionária CEEE-GT (Companhia Estadual de Geração e Transmissão de Energia Elétrica). A UHE Toca, depois de inaugurada, teve alterações  em sua capacidade. Atualmente possui uma capacidade instalada de 1,088 MW. A UHE Toca integra o Sistema Salto da CEEE-GT.
A usina é telecomandada na sede do Sistema Salto, que fica junto a UHE Canastra, no município de Canela. De lá, também são telecomandadas as demais usinas que constituem o Sistema Salto.
A turbina é de construção suíça, Escher Wyss, diretamente acoplada a um gerador AEG de 680 kVA, fabricado na Alemanha.

## Dados técnicos
- Potência elétrica efetiva: 1,088 MW

Turbina
- Tipo: Francis horizontal;
- Potência: 2 x 0,55 MW;
- Queda bruta: 45,00 m.

Barragem
- Tipo: Gravidade, alvenaria de pedra com vertedouro incorporado;
- Altura: 4,50 m;
- Comprimento: 68,00 m.

## Usinas que constituem o Sistema Salto
- Usina Hidrelétrica de Bugres
- Usina Hidrelétrica de Canastra
- Usina Hidrelétrica Herval
- Usina Hidrelétrica Passo do Inferno
- Usina Hidrelétrica Toca